# 横山充男
横山 充男（よこやま みつお、1953年2月19日 - ）は、日本の児童文学作家。
高知県宿毛市出身。立命館大学文学部卒業。梅花女子大学児童文学科教授を経て、東海学園大学人文学部教授。日本児童文芸家協会、日本文藝家協会会員。「プレアデス」同人。

## 経歴
1953年（昭和28年）2月、高知県幡多郡平田村（現宿毛市平田町）に生まれる。父横山春馬、母一尾。3人兄弟の末っ子であった。生後半年たらずで父親が事故死。その年のうちに母親の実家がある中村市（現四万十市）に引っ越す。
中村小学校、中村中学校、高知県立中村高等学校をへて、京都市の婦人服メーカーに就職する。1年ほどで肺結核を病み、大阪府高槻市にある療養所に入所。1年半の闘病生活に入る。療養中に宮沢賢治の作品に出会って文学に目覚め、作家を志し立命館大学に進む。大学では児童文学研究会に所属し、童話を書き始める。
1978年（昭和53年）、大学を卒業し大阪にある私立箕面自由学園高等学校の国語科教諭となる。多忙を極める中で強迫神経症となり、自らを問い直すために童話をふたたび書き始める。短編が雑誌などに掲載されるようになり、1991年（平成3年）『星空のシグナル』（文研出版）で作家デビュー。1994年『少年の海』で第23回児童文芸新人賞受賞。
父親の墓の移転のために帰郷。そのときの体験と子どものころの体験をもとに書いたのが『帰郷』と、後に『四万十川3部作』となる作品である。『帰郷』はそのまま発表されたが、『四万十川3部作』は編集者のすすめもあって児童文学作品として『四万十川物語 光っちょるぜよ!ぼくら』『おれたちゃ映画少年団』『少年たちの夏』の三つの物語として発表される。
1995年（平成7年）、箕面自由学園高校を退職し、梅花女子大学文学部児童文学科講師となる。60号をもって終刊となった『亜空間』を引き継ぐ形で、1999年（平成11年）若手の作家を中心として同人誌『プレアデス』を創刊、初代の代表となる。同年梅花女子大学文学部助教授。この年に出版した『光っちょるぜよ！ぼくら』が、翌年に第24回日本児童文芸家協会賞を受賞。梅花女子大学文化表現学部教授を経て、2009年（平成21年）東海学園大学人文学部教授。2020年、『万人の父になる 佐竹音次郎物語』で第6回児童ペン賞・大賞受賞。
『水の精霊』『鬼にて候』『幻狼神異記』などライトノベル的なファンタジー小説や、故郷の中村を舞台とした自然豊かな作品を出版している。

## 受賞歴
- 1994年、第2回やまなし文学賞（『帰郷』）
- 1994年、第23回児童文芸新人賞（『少年の海』）[2]
- 2000年、第24回日本児童文芸家協会賞（『四万十川物語 光っちょるぜよ!ぼくら』）[2]
- 2020年、第6回児童ペン賞・大賞（『万人の父になる　佐竹音次郎物語』）

## 単行本
- 『星空のシグナル』（文研出版、1991年10月）
- 『少年の海』（文研出版、1993年6月）
- 『帰郷』（山梨日日新聞社、1994年）
- 『同級生―はるかな時空をこえて』（PHP研究所、1995年1月）
- 『ぼくらは春に』（文研出版、1996年10月）
- 『ねこまの月船』（PHP研究所、1997年1月）
- 『またおいで―きつねとたぬきのガッコ物語』（文研出版、1997年4月）
- 『坂本竜馬』（ポプラ社、1998年11月）
- 『転校生こはな』（文研出版、1998年12月）
- 『光っちょるぜよ!ぼくら―四万十川物語』（文研出版、1999年7月）
- 『児童文学の書き方』（ポプラ社、1999年10月）
- 『少年たちの夏』（ポプラ社、2000年12月）
- 『おれたちゃ映画少年団』（文研出版、2001年10月）
- 『水の精霊 第I部 幻の民』（ポプラ社、2002年12月）
- 『夏のてっぺん』（佼成出版、2003年4月）
- 『水の精霊 第II部 赤光』（ポプラ社、2003年6月）
- 『水の精霊 第III部 呪術呪法』（ポプラ社、2004年5月）
- 『水の精霊 第IV部 ふた咲きの花』（ポプラ社、2004年7月）
- 『こぎだせ!ぼくらのカワセミ号』（国土社、2004年11月）
- 『美輪神さまの秘密』（文研出版、2006年7月）
- 『鬼にて候 1』（岩崎書店、2007年5月）
- 『鬼にて候 2』（岩崎書店、2007年11月）
- 『チェスト!―がんばれ、薩摩隼人』（ポプラ社、2007年12月）
- 『幻狼神異記 I 魔物の棲む少年』（ポプラ社、2008年1月）
- 『幻狼神異記 II 狼が目覚める時』（ポプラ社、2008年4月）
- 『星空へようこそ』（文研出版、2008年5月）（イラスト:えびなみつる）
- 『幻狼神異記 III 満月の決戦』（ポプラ社、2008年7月）
- 『鬼にて候 3』（岩崎書店、2009年3月）
- 『おたすけ妖怪 ねこまんさ』（文研出版、2010年5月）
- 電子書籍『天の磐笛』第一巻〜第四巻（藍象舎、2013年2月-3月）Kindle本
- 『夏っ飛び!』（文研出版、2013年5月）
- 『ラスト・スパート!』（あかね書房、2013年11月）
- 『自転車少年（チャリンコボーイ）』（くもん出版、2015年10月）
- 『ビワイチ! 自転車で琵琶湖一周』（文研出版、2018年4月）
- 『結び蝶物語』（あかね書房、2018年5月）